# 1700

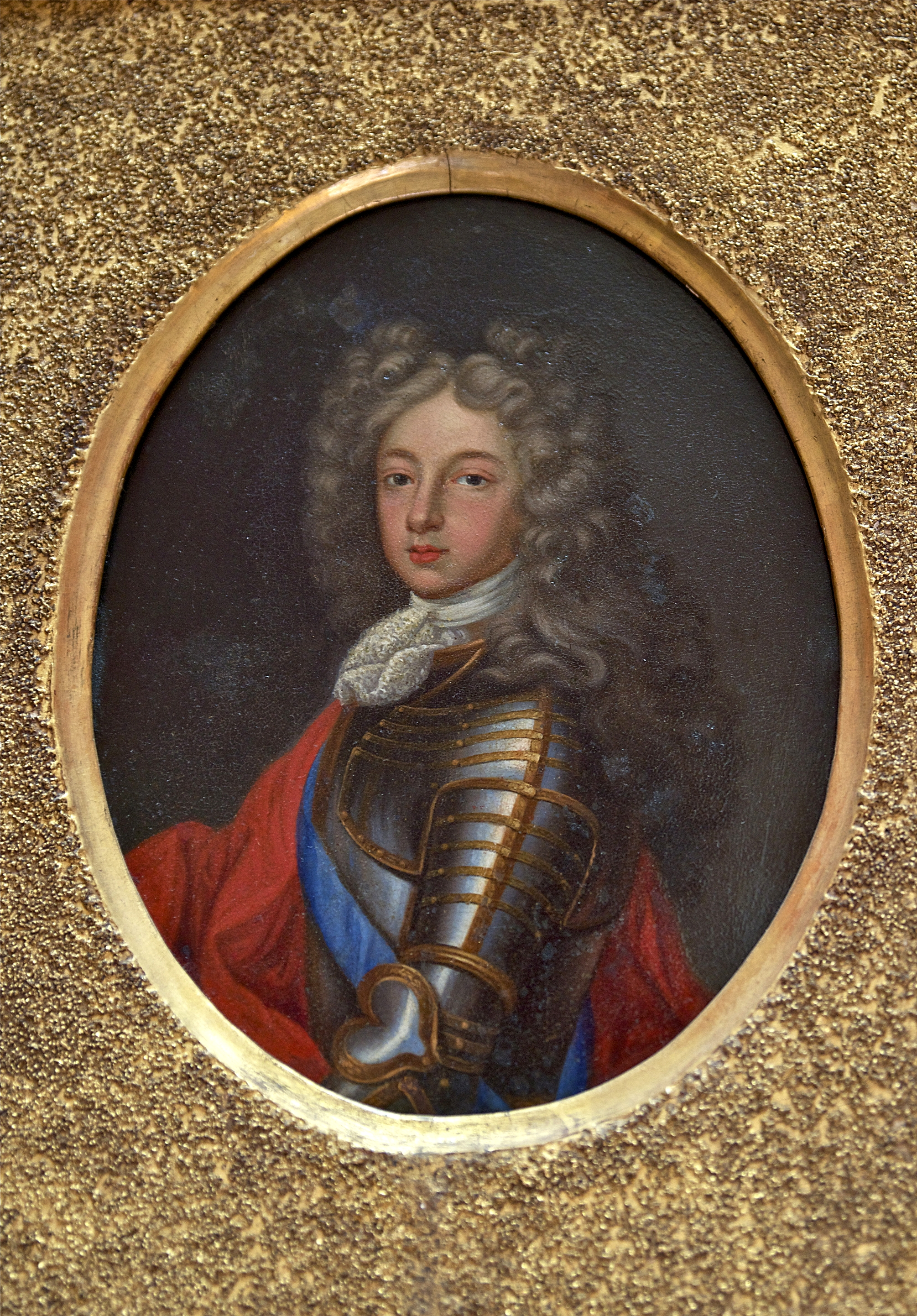
A fiatal Anjou Fülöp

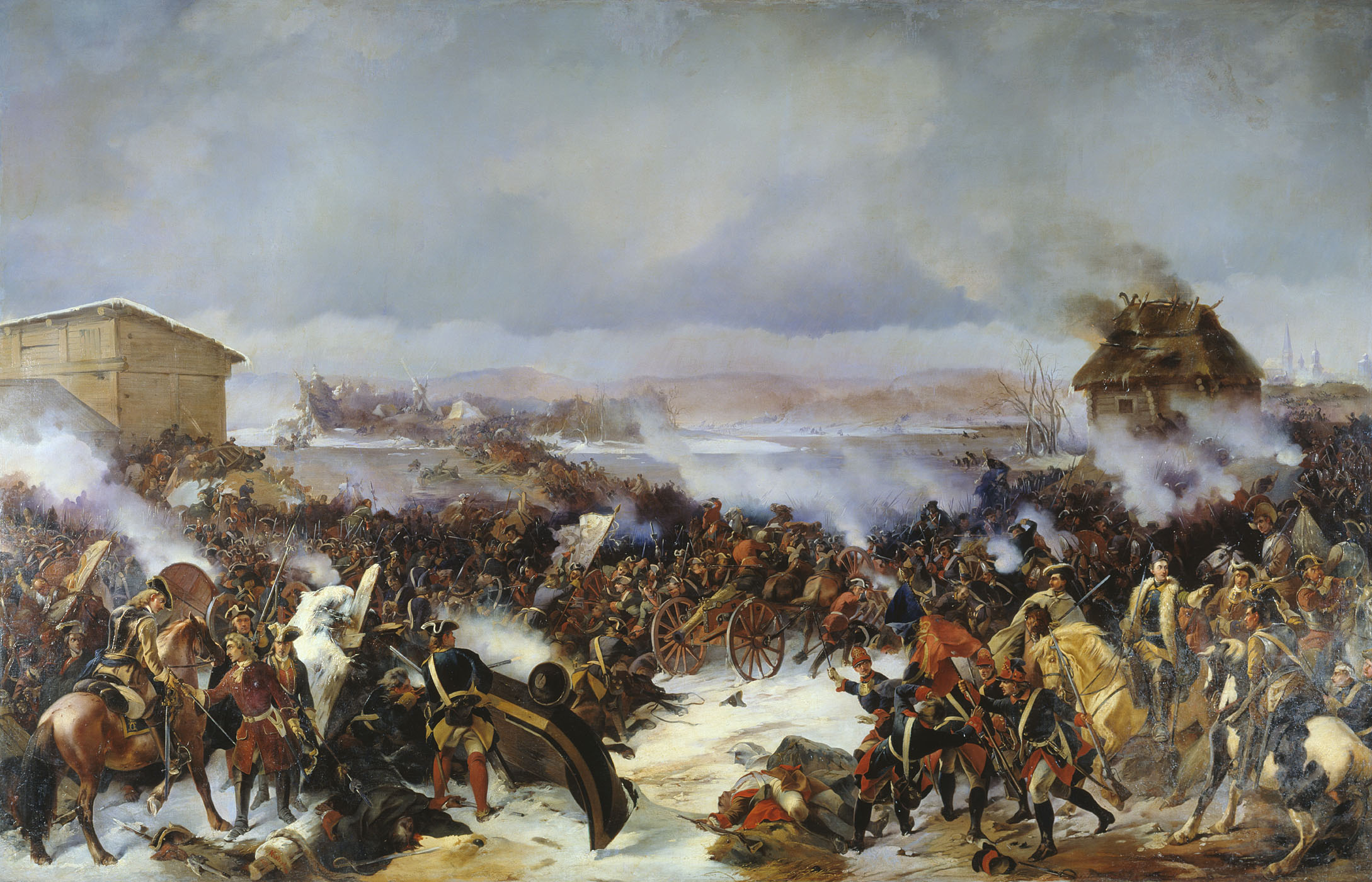
Alexander von Kotzebue – A narvai csata

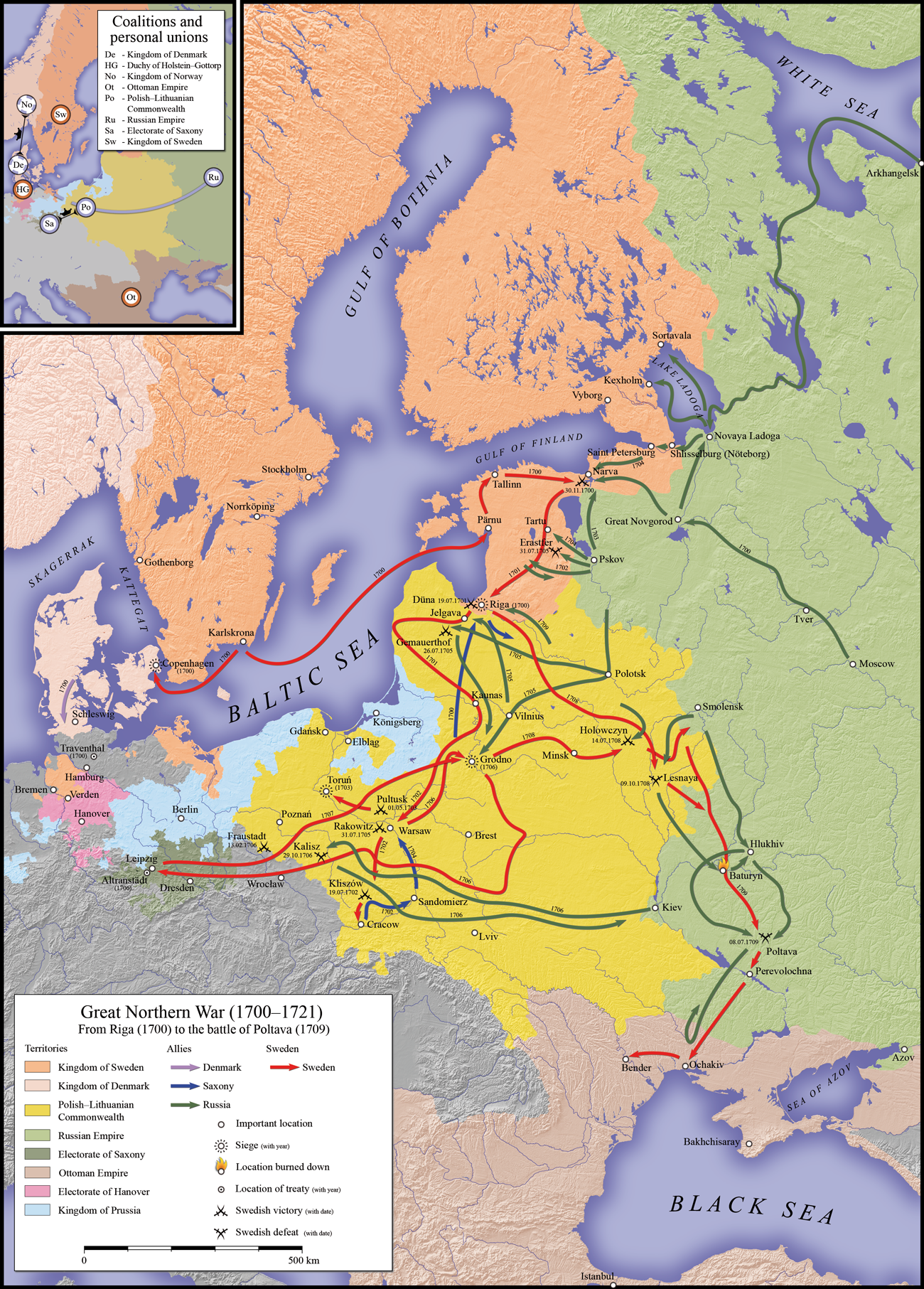
A nagy északi háború főbb hadmozdulatai

Évszázadok: 16. század – 17. század – 18. század
Évtizedek: 1650-es évek – 1660-as évek – 1670-es évek – 1680-as évek – 1690-es évek – 1700-as évek – 1710-es évek – 1720-as évek – 1730-as évek – 1740-es évek – 1750-es évek
Évek: 1695 – 1696 – 1697 – 1698 –  1699 – 1700 – 1701 – 1702 – 1703 – 1704 – 1705

## Események
1700 a 17. század utolsó éve.

### Határozott dátumú események
- január 1. – Oroszországban I. Péter orosz cár a pravoszláv naptár helyett bevezeti a Julián-naptárt.[1]
- január 26. kb. este 9-kor – A Richter-skála szerint 8,7-9,2 erősségűre becsült földrengés a Cascadia szubdukciós zónában a Vancouver-szigettől Észak-Kaliforniáig, ami tíz órával később Japánban cunamit okoz.
- február 3. – Tűzvész pusztítja el Edinburgh belvárosának jelentős részét.
- február 18. – A Német Birodalom protestáns fejedelemségei, Dánia és a protestáns Németalaföld áttérnek a Gergely-naptár használatára.[2]
- február 22. – II. Ágost lengyel király és szász választófejedelem Litvániában állomásozó szász csapatai hadüzenet nélkül megtámadják Livóniát.[3]
- február 27. – William Dampier felfedezi Új-Britannia szigetét.
- március 1.
  - I. Lipót évi 4000 mázsa réz szállítását vállalja a magyarországi rézbányákból Hollandiába 400 ezer birodalmi tallérnyi kölcsön ellentételezéseként.
- március 3. – Londonban III. Vilmos angol király és XIV. Lajos megállapodnak  a II. Károly spanyol király várható halála után keletkező örökség felosztásáról. Ennek értelmében Lipót fia, Károly főherceg kapja Spanyolországot, spanyol Németalföldet és az amerikai spanyol gyarmatokat, Anjou Fülöp, XIV. Lajos unokája pedig az olasz tartományokat és Lotaringiát.
- március 11., a svéd naptár szerint március 1. – Svédországban bevezetik az úgynevezett svéd naptárt, ami csak 1712-ig volt érvényben.
- március 18. – I. Lipót országbíróvá nevezi ki Batthyány Ádámot.
- március 25. – A március 3-i londoni megállapodáshoz csatlakozik Hollandia is.
- június 22.– A pesti városi tanács elrendeli járda kialakítását a Váci utcában a háztulajdonosok költségére.[4]
- július 11. – III. Frigyes brandenburgi választófejedelem megalapítja a Porosz Tudományos Akadémiát (Kurfürstlich-Brandenburgische Societät der Wissenschaften) Berlinben.
- július 12. – A Porosz Tudományos Akadémia első elnökének Gottfried Wilhelm Leibnizet nevezik ki.
- július 14. – A konstantinápolyi béke lezárja az Oszmán Birodalom és Oroszország között 1686 óta folytatott háborút; Ororszország megkapja Azovot.[5]
- augusztus 15. – Az Udvari Kamara utasítást ad ki a Szlavón és a Tisza-Marosi katonai határőrvidék megszervezésére.
- augusztus 18. – Svédország, Dánia–Norvégia és Holstein-Gottorp megkötik a travendali békeszerződést.[6]
- szeptember 5. – A gyulafehérvári zsinaton az erdélyi román papság (54 esperes és 1563 pap) nyilatkozik az egyház csatlakozásáról Rómához.[7]
- szeptember 23. – I. Péter orosz cár – 30 000 katonával – körülzárja Narva erődjét.[8]
- október 3. – II. Károly spanyol király végrendeletében XIV. Lajos unokáját, Anjou Fülöp herceget teszi meg örökösévé.[8]
- november 1.
  - Meghal II. Károly, az utolsó Habsburg-házból való spanyol király.[8] A trón megüresedése megbontja az európai hatalmi egyensúlyt, és kiváltja a spanyol örökösödési háborút (1701–1714).
  - Rákóczi Ferenc levelet ír XIV. Lajosnak, melyben Franciaország támogatását kéri a Habsburgokkal szemben. A levelet François-Joseph Longueval császári kapitányra bízza, aki ezt a bécsi udvarban bemutatja.[3]
- november 15. – XIV. Lajos elfogadja a spanyol koronát unokája, Anjou Fülöp nevében.
- november 16. – I. Lipót és III. Frigyes brandenburgi választófejedelem szerződést köt, melynek értelmében Frigyes támogatja a Habsburg ház császárságát, Lipót pedig hozzájárul ahhoz, hogy Frigyes porosz királlyá koronáztassa magát.[9]
- november 18. – A litván polgárháborúban a Sapieha család ellenfelei győznek az olkieniki csatában.
- november 19. – Narvánál XII. Károly svéd király hosszú menetelés után legyőzi a négyszeres túlerőben lévő orosz sereget .[8]
- november 23. – XI. Kelemen pápa hivatalba lép.[10]
- december 31. – A svájci protestáns kantonok áttérnek a Gergely-naptár használatára.[2]

### Határozatlan dátumú események
- februárban – Dán csapatok vonulnak be Schleswigbe,[8] ezzel megkezdődik a nagy északi háború.
- áprilisban –- Tűzvész az etiópiai Gondarban; sok ház és két palotakomplexum is elpusztul.
- nyár végén – Orosz seregek ostrom alá veszik Narvát.
- ősszel 
  - Rákóczi Ferenc szövetségeseket gyűjt I. Lipót uralmának lerázásához.
- az év folyamán 
  - XII. Károly svéd király 15 000 fős hajóhadával – a vele szövetséges angol és holland flotta támogatásával – bombázza a dán fővárost, Koppenhágát.[8]
  - Pestisjárvány Magyarország déli részén.
  - A spanyolok megalapítják San Xavier del Bac nevű missziós telepüket Új-Spanyolországban a mai Tucson közelében.

## Születések
- január 14. – Christian Friedrich Henrici, azaz Picander német költő, Johann Sebastian Bach számos kantátájának librettistája († 1764)
- január 20. – Doleschall Pál, cseh származású nyelvész, evangélikus lelkész († 1778)
- február 2. – Johann Christoph Gottsched, német író, irodalomtudós († 1766)
- február 8. – Daniel Bernoulli, svájci matematikus, fizikus († 1782)
- február 14. – Földváry Ferenc, költő († 1770)
- február 16. – Pedro Messía de la Cerda, spanyol tengerésztiszt és gyarmati tisztviselő, az Új-Granada alkirálya († 1783)
- március 3. – Charles-Joseph Natoire, francia rokokó festő († 1777)
- március 13. – Michel Blavet, francia zeneszerző és fuvolavirtuóz († 1768)
- április 2. – Francesca Cuzzoni – olasz szoprán opera-énekesnő († 1778)
- május 7. – Gerard van Swieten, Mária Terézia holland származású háziorvosa és könyvtárosa, reformer, Gottfried van Swieten apja († 1772)
- május 12. – Luigi Vanvitelli, olasz mérnök, késő barokk építész († 1773)
- május 26. – Nikolaus Ludwig Zinzendorf, birodalmi herceg, német vallási és szociális reformer, a morva egyház püspöke († 1760)
- június 10. – Ewald Georg von Kleist, német fizikus, jogász († 1748)
- július 20. – Henri-Louis Duhamel du Monceau, francia fizikus, hajómérnök, botanikus († 1782)
- augusztus 9. – Wagner Ignác, jezsuita szerzetes, tanár, író, hitszónok  († 1739)
- augusztus 16. – I. Kelemen Ágost, a Wittelsbach-házból származó bajor választófejedelmi herceg, 1723–61-ig Köln hercegérseke, és választófejedelme, a kölni fejedelemség világi birtokosa, a római Szentszék legátusa, a Német Lovagrend nagymestere, valamint Regensburg, Münster, Osnabrück, Paderborn és Hildesheim püspöke († 1761)
- augusztus 17. – Rákóczi József, II. Rákóczi Ferenc és Sarolta Amália hessen–wanfriedi hercegnő nagyobbik fia († 1738)
- augusztus 27. – Carl Hårleman, svéd építész († 1753)
- szeptember 11. – James Thomson, skót költő és drámaíró († 1748)
- szeptember 27. – Jánosi Miklós, jezsuita szerzetes, tanár, író, hitszónok († 1741)
- szeptember 30. – Stanisław Konarski, lengyel pedagógus nevelési reformer, író, költő, drámaíró, piarista szerzetes († 1773)
- október 9. – Thomas Tartler, erdélyi evangélikus lelkész († 1770)
- október 10. – Lambert-Sigisbert Adam, francia szobrász († 1759)
- november 19. – Jean-Antoine Nollet, francia fizikus, a Royal Society tagja, abbé († 1770)
- november 24. – Johann Bernhard Bach, német zeneszerző, orgonista († 1743)
- november 28. – Nathaniel Bliss, angol csillagász, az Oxfordi Egyetem professzora, a Royal Society tagja, királyi csillagász († 1764)
- november 28. – Hellmár Antal, jezsuita szerzetes, tanár, író († 1744)
- november 30. – Bethlen Kata, író († 1759)
- december 25. – II. Lipót, anhalt–dessaui herceg, porosz generális, III. Lipót anhalt–dessaui herceg apja († 1751)

Bizonytalan dátum
- Dudás Imre, minorita rendi szerzetes, hitszónok, udvari káplán, rendi tanácsos († 1766)
- Szemjon Ivanovics Cseljuszkin, orosz tengerésztiszt, felfedező († 1764)
- Kovács János, mérnök, kartográfus, krónikaíró († ?)
- Hariton Prokofjevics Laptyev, orosz tengerésztiszt, felgedező († 1763)
- Francisco Romero, spanyol matador, a muleta nevű piros kendő bevezetője († 1763)
- Sárkány Dávid, református lelkész, a Sárospataki Református Kollégium tanára († 1762)

## Halálozások

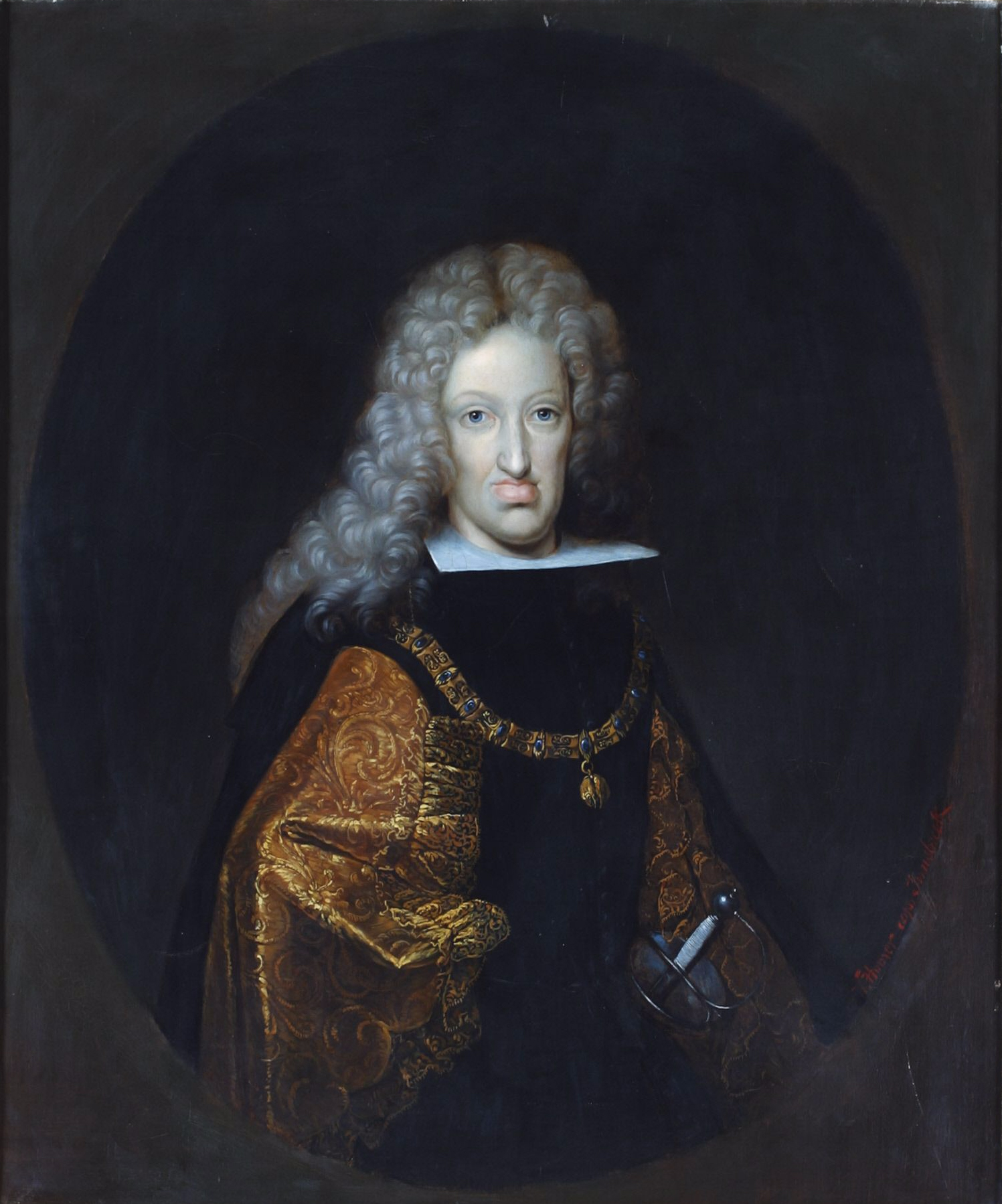
II. Károly (1661–1700) – Az utolsó Habsburg uralkodó a spanyol trónon

- január 3. – Szilágyi Tönkő Márton, a bibliai nyelvek, a filozófia és a dogmatika tanára, református püspök (* 1642)
- január 7. – Raffaello Fabretti, itáliai régiségkutató (* 1618)
- május 1. – John Dryden, angol költő, irodalomkritikus, fordító és drámaíró (* 1631)
- május 15. – John Hale, a salemi boszorkányperek egyik résztvevője, kezdetben támogatta, majd ellenezte a pereket (* 1636)
- május 28. – Jan Six, holland műgyűjtő és mecénás (* 1618)
- június 6. – Wespazjan Kochowski, lengyel barokk költő és történetíró (* 1633)
- július 30. – Oldenburgi Vilmos, dán és norvég királyi herceg, az angol és a skót trón várományosa, Gloucester hercege, Anna brit királynő egyetlen gyermeke, aki túlélte a csecsemőkort (* 1689)
- szeptember 15. – André Le Nôtre, francia kertépítész, a franciakert kerttípusának megteremtője (* 1613)
- szeptember 27. – XII. Ince pápa (* 1615)
- október 27. – Armand Jean Bouthillier de Rancé a trappista rend alapítója, apát (* 1626)
- november 1. – II. Károly, spanyol király, az utolsó Habsburg a spanyol trónon (* 1661)

Bizonytalan dátum
- május (ekkor látták utoljára) – Louis Jolliet, francia felfedező, térképész, a Mississippi első térképének készítője (* 1645)
- Louis Guittar, francia kalóz (* ?)